# دیونی (دزفول)
دیونی، روستایی از توابع بخش شهیون شهرستان دزفول در استان خوزستان ایران است.
بیشه دیونی یکی از زیباترین مناطق گردشگری شمال خوزستان در فصول زمستان و بهار می‌باشد. روستای دیونی که در فاصله هوایی حدود 40 کیلومتری و جاده‌ای شصت کیلومتری شهر دزفول در دامنهٔ کوه سگریون قرار دارد به دلیل دارا بودن طبیعتی بکر و مردمانی با صفا از ایل بختیاری همواره پذیرای گردشگران، کوهنوردان و علاقمندان به طبیعت زیادی از این شهرستان و مناطق همجوار می‌باشد. جدای از طبیعت زیبا مانند بیشه زارها و رودهای کوچک روان ، این منطقه دارای اماکن متبرکه و آثار باستانی زیادی است که برای گردشگران کمتر شناخته شده می‌باشند. از اماکن متبرکه این روستا می‌توان پیر فزک، پیرور، پیر قاضی، دادا زیوه و قلندرون را نام برد که هر یک از این اماکن احترام خاصی نزد اهالی این روستا و مناطق همجوار دارند. همچنین از آثار باستانی این منطقه می‌توان به چندین آسیاب قدیمی ، پل جگینه و ده گه اشاره کرد.

## جمعیت
این روستا در دهستان شهی قرار دارد و براساس سرشماری مرکز آمار ایران در سال ۱۳۸۵، جمعیت آن ۱۹۴ نفر (۳۵خانوار) بوده‌است.